# Teresa Pérez (de Aragón)
Teresa Pérez (de Aragón) (¿Zaragoza?, c. 1258 - ¿Valderrobres?, c. 1320). Fue una hija natural del rey Pedro III de Aragón, que contrajo matrimonio con tres importantes nobles aragoneses, llegando a poseer la tenencia del castillo de Peñíscola por concesión de su padre.

## Biografía
Nació en torno a 1258 de los amoríos de un joven Pedro (antes de convertirse en heredero de su padre Jaime I, por la prematura muerte de su hermano mayor Alfonso en 1260) con una dama de nombre Juana.Teresa nació antes del matrimonio de su padre con Constanza de Sicilia en 1262, por lo que no fue ni ilegítima, ni bastarda, al ser fruto de una relación entre solteros; de hecho, el propio Pedro, siendo ya rey, no solo se refirió a ella en varias ocasiones como su hija, sino que la reconoció oficialmente, y la casó con varios nobles de su reino, entre ellos, Artal IV de Alagón, perteneciente a una de las ocho principales Casas nobiliarias de Aragón, equiparando su estatus nobiliario al de cualquier otro Infante, aunque nunca se la mencionó como tal.
A principios de 1275 Teresa ya era viuda de su primer esposo, el noble García Romeu III, señor de Tormos, Pradilla de Ebro y El Frago, lo que deja un estrecho margen para el cálculo de su nacimiento en torno a 1256-1260, teniendo en cuenta que su padre Pedro nació en 1240. Esta cronología hace imposible que Teresa fuera hija de Inés Zapata, otra amante que tuvo Pedro en los años 1265-1270, como así lo ha afirmado erróneamente algún autor.
Tras enviudar de García Romeu, volvió a casarse a principios de 1279, o poco antes, pues el 24 de marzo de ese año se libraban a Artal de Alagón, 2.000 maravedís de oro por la dote de su esposa Teresa, hija del rey,consistente en un total de 40.000 sueldos. La dote aún tardaría cierto tiempo en pagarse en su totalidad, pues todavía el 15 de junio de 1281, el rey confería cierta cantidad indeterminada a Artal a cuenta de la misma.
El rey siempre atendió a su hija, no solo a través de su reconocimiento y de los matrimonios con ricoshombres de su reino, sino también a través de la asignación de ciertas rentas o tenencias que le aseguraran un digno sustento. Así, el 25 de abril de 1278 se ordenaba a Jordán Pérez de Lobera, alcalde de Tormos, que le asignase las rentas de dicho lugar,antiguo señorío de su esposo donde entonces residía Teresa; y el 29 de julio de 1279, el rey concedía la tenencia del castillo de Peñíscola (entonces alcazaba árabe) a Artal de Alagón y a su esposa Teresa Pérez, su hija.
El 14 de julio de 1293 aparece el matrimonio documentado por última vez (Artal fallecería en 1295), con ocasión de la permuta, entre ambos cónyuges, de los señoríos de Alcaine y Oliete, por los de Pina de Ebro y Alcubierre.
Desconocemos cuándo falleció Teresa, pero teniendo en cuenta que contrajo un tercer y último matrimonio con Pedro López de Oteiza,señor de Valderrobres, es posible que aún viviera unos 15-20 años más, falleciendo en torno a 1320.

## Matrimonios e hijos
De su primer matrimonio con García Romeu III no tuvo descendencia, dada la prematura muerte del esposo,y tampoco consta que tuviera con su último esposo Pedro López de Oteiza.
Con Artal IV de Alagón, señor de Alagón y Sástago, tuvo los siguientes hijos:
- Artal de Alagón Pérez, nacido hacia 1278 y sucesor de la Casa de los Alagón;

- Violante de Alagón Pérez,[14]nacida hacia 1280 y casada con el noble Pedro Martínez de Luna y Sessé, con descendencia;

- Blasco de Alagón Pérez, señor de La Zaida;

- Isabel de Alagón Pérez, religiosa en el monasterio de Sigena;

- Teresa de Alagón Pérez, casada con Pedro de Grañana.[15]